# Liste der Biografien/Oso
Liste der Biografien |
Portal Biografien |
Personensuche
# |
A |
B |
C |
D |
E |
F |
G |
H |
I |
J |
K |
L |
M |
N |
O |
P |
Q |
R |
S |
T |
U |
V |
W |
X |
Y |
Z |
?
 
Oa |
Ob |
Oc |
Od |
Oe |
Of |
Og |
Oh |
Oi |
Oj |
Ok |
Ol |
Om |
On |
Oo |
Op |
Oq |
Or |
Os |
Ot |
Ou |
Ov |
Ow |
Ox |
Oy |
Oz
 
Osa |
Osb |
Osc |
Osd |
Ose |
Osg |
Osh |
Osi |
Osk |
Osl |
Osm |
Osn |
Oso |
Osp |
Osr |
Oss |
Ost |
Osu |
Osv |
Osw |
Osy |
Osz
Die Liste der Biografien führt alle Personen auf, die in der deutschsprachigen Wikipedia einen Artikel haben. Dieses ist eine Teilliste mit 61 Einträgen von Personen, deren Namen mit den Buchstaben „Oso“ beginnt.

## Oso
- Oso Kuka († 1862), albanischer Grenzkrieger
- Oso, Jayna (* 1981), US-amerikanische Pornodarstellerin und ModelJayna Oso (* 1981)

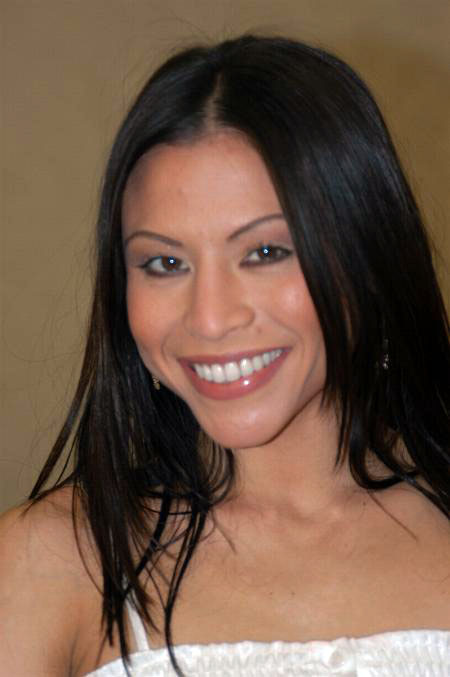
Jayna Oso (* 1981)

### Osob
- Osoba, Tony (* 1947), britischer Schauspieler
- Osóbka-Morawski, Edward (1909–1997), polnischer Politiker und Ministerpräsident (1944–1947)

### Osoc
- Osochor, 5. Pharao der 21. Dynastie

### Osod
- Osodi, George (* 1974), nigerianischer Fotograf (Press- und Kunstfotografie)

### Osof
- Osofisan, Adenike (* 1950), nigerianische Informatikerin
- Osofisan, Femi (* 1946), nigerianischer Schriftsteller
- Osofisan, Sola (* 1964), nigerianischer Schriftsteller
- Osofsky, Joy (* 1944), US-amerikanische Entwicklungspsychologin und Professorin

### Osog
- Osogo, Bernardette, kamerunische Sprinterin

### Osoi
- Osoinik, Patrick (* 1985), österreichischer Fußballspieler und -trainer

### Osoj
- Osojnik, Iztok (* 1951), slowenischer Schriftsteller
- Osojnik, Maja (* 1976), slowenische Sängerin, Flötistin und Komponistin

### Osol
- Osolin, Edwin Sigismundowitsch (* 1939), russischer Sprinter
- Osolin, Nikolai Georgijewitsch (1906–2000), sowjetischer Stabhochspringer

### Oson
- Osona, Borrell von, Graf von Osona
- Ōsone, Kōta (* 1999), japanischer Fußballspieler

### Osor
- Osores de Ulloa, Pedro († 1624), spanischer Soldat und Gouverneur von Chile
- Osorio Canales, Oswaldo († 2010), venezolanischer Politiker, Unternehmer und Jurist
- Osorio de Escobar, Diego (1608–1673), Bischof von Tlaxcala und Vizekönig von Neuspanien
- Osorio Hernández, Óscar (1910–1969), salvadorianischer Präsident
- Osorio Nicolás, Pedro (* 1965), mexikanischer Fußballspieler und -trainer
- Osorio, Alejandro (* 1976), chilenischer Fußballspieler
- Osorio, Alejandro (* 1998), kolumbianischer Radrennfahrer
- Osorio, Alfonso (1923–2018), spanischer Politiker (UDC), Abgeordneter, Senator und Vize-Ministerpräsident
- Osorio, Camila (* 2001), kolumbianische TennisspielerinCamila Osorio (* 2001)

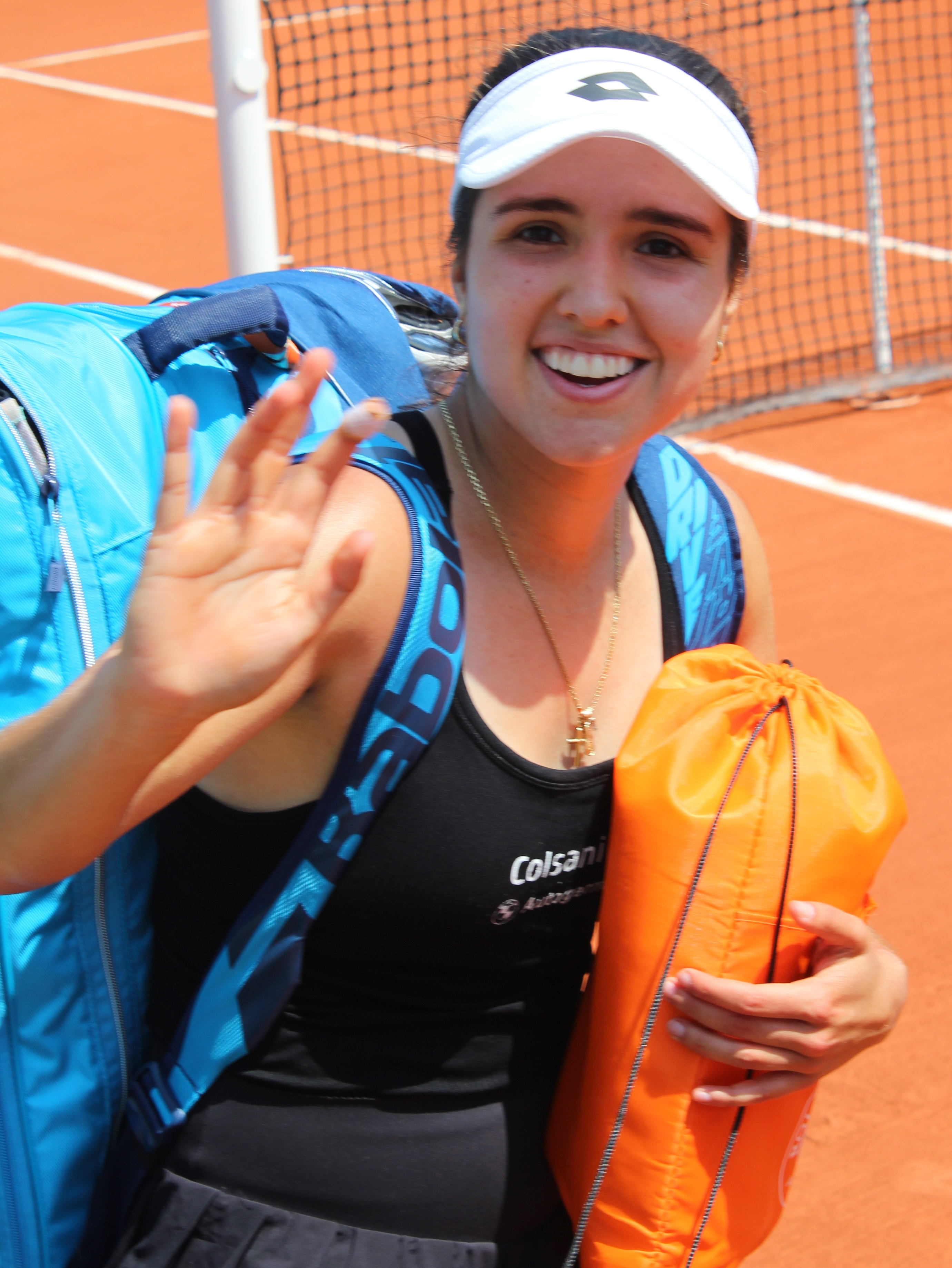
Camila Osorio (* 2001)

- Osorio, Darío (* 2004), chilenischer Fußballspieler
- Osorio, Elsa (* 1952), argentinische Schriftstellerin und Autorin
- Osorio, Fernando (* 1946), chilenischer Fußballspieler
- Osorio, Frank (* 1988), kolumbianischer Straßenradrennfahrer
- Osorio, Gabriel (* 1984), chilenischer Animator und Filmregisseur
- Osorio, Hilarión (1928–1990), paraguayischer Fußballspieler
- Osorio, Jaime (1947–2006), kolumbianischer Filmproduzent, Regisseur und Schauspieler
- Osório, Jerónimo (1506–1580), portugiesischer Theologe, Historiker, Dichter und Humanist
- Osorio, Jonathan (* 1992), kanadisch-kolumbianischer Fußballspieler
- Osorio, Jorge (* 1977), chilenischer Fußballschiedsrichter
- Osorio, Juan Carlos (* 1961), kolumbianischer Fußballspieler und -trainer
- Osorio, Julio (1939–2022), panamaischer Basketballspieler
- Osorio, Mariano (1777–1819), spanischer General und Gouverneur Chiles
- Osorio, Marne, uruguayischer Politiker
- Osorio, Ricardo (* 1980), mexikanischer Fußballspieler
- Osorio, Saturnino (1945–1980), salvadorianischer Fußballspieler
- Osorio, Victor (* 1982), chilenischer Gewichtheber
- Osorkon, Fürst von Sais
- Osorkon I., Pharao
- Osorkon II., Pharao
- Osorkon III., Pharao im Alten Ägypten, gilt er als der 3. Herrscher der 23. Dynastie
- Osorkon IV., Pharao im Alten Ägypten
- Osornio Martínez de los Ríos, Enrique Cornelio (1868–1945), mexikanischer Militärarzt und Politiker
- Osornio, Erick (* 1983), mexikanischer Taekwondoin
- Osorno, Daniel (* 1979), mexikanischer Fußballspieler
- Osorno, Nicolás, nicaraguanischer Politiker und Präsident
- Osoro Sierra, Carlos (* 1945), spanischer Geistlicher, römisch-katholischer Erzbischof von MadridCarlos Osoro Sierra (* 1945)

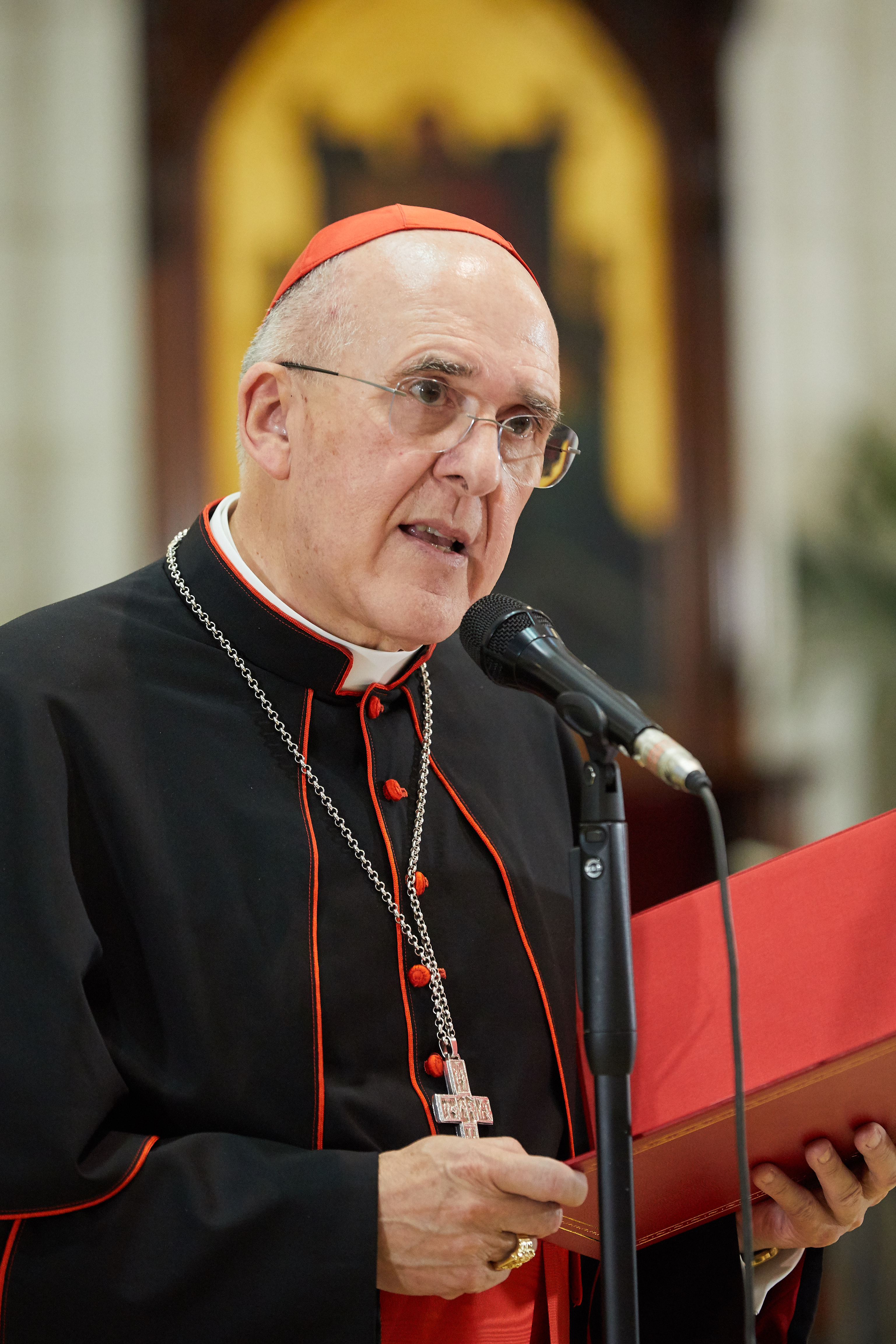
Carlos Osoro Sierra (* 1945)

- Osoro, Ondoro (* 1967), kenianischer Langstreckenläufer

### Osot
- Osotimehin, Babatunde (1949–2017), nigerianischer Minister, Mediziner und UN-Funktionär

### Osou
- Osouf, Pierre-Marie (1829–1906), französischer Missionar und römisch-katholischer Bischof

### Osov
- Osovic, Sergey (* 1973), österreichischer Sprinter ukrainischer Herkunft
- Osovnikar, Matic (* 1980), slowenischer Leichtathlet
- Osovský z Doubravice, Smil († 1613), böhmischer Adeliger

### Osow
- Osowobi, Oluwaseun, nigerianische Bürgerrechtlerin